# Jacques Boucher (professeur)
Pour les articles homonymes, voir Jacques Boucher et Boucher.
Jacques Boucher est un juriste et professeur québécois né en 1936.
Il obtient un B.A. en 1956 et une licence en droit (LL.L.) en 1959 de l'Université de Montréal. Il est admis au Barreau du Québec en 1960. Il entreprend ensuite des études à l'Université de Paris, qui lui décerne un DES (histoire des institutions) en 1963, puis il complète sa formation de juriste par l'obtention d'un autre diplôme d'études supérieures (DES) de la Faculté de droit de l'Université de Montréal, qui l'embauchera subséquemment pour enseigner l'histoire du droit.
Au début des années 1970, il se voit confier par le doyen de la Faculté de droit Jean Beetz le mandat de créer, dans le cadre d'une équipe multidisciplinaire formée de juristes et d'informaticiens, une banque de documents juridiques sur support informatique. Cette initiative mènera au développement de «l'instrument remarquable que devient DATUM (documentation automatique des textes juridiques) lequel suscite un intérêt considérable dans le monde juridique.» Le professeur Boucher s'engagera par la suite dans les étapes ultérieures du projet : SEDOJ (Service de documentation juridique) et SOQUIJ (Société québécoise de l'information juridique),,,.
Jacques Boucher a été président de l’Association des professeurs retraités de l’Université de Montréal (APRUM) en 2011-2012 et 2012-2013.

## Distinctions
- 1969 - Bourse Killam

## Publications
- « Le droit dans la vie économico-sociale », Jacques Boucher, André Morel, Presse de l’Université de Montréal, 1970, Source : WorldCat
- « Vie privée et ordinateur dans le droit de la province de Québec : rapport au Groupe d’étude sur l’ordinateur et la vie privée », Jacques Boucher, Ottawa Source : WorldCat
- « Livre du centenaire du Code civil », Jacques Boucher, André Morel, Presse de l’Université de Montréal, 1970, Source : WorldCat
- « De l’ordonnance criminelle au code pénal : textes et documents d’histoire du droit québécois », Jacques Boucher, André Morel, Presse de l’Université de Montréal, 1973, Source : WorldCat
- « Le droit dans la vie familiale », Jacques Boucher, André Morel, Presse de l’Université de Montréal, 1970, Source : WorldCat